# Blanquette de veau

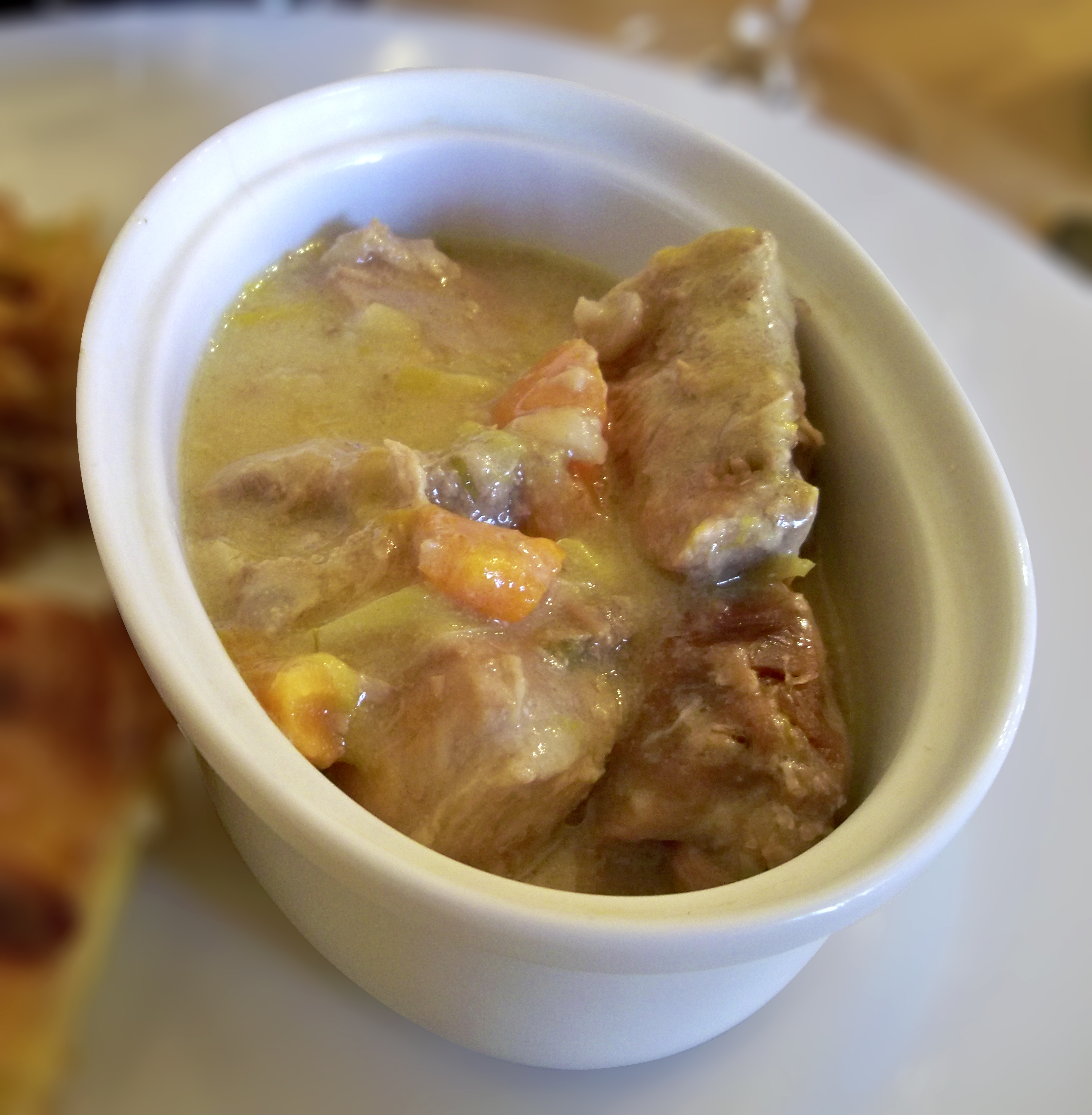
Blanquette de veau.

Blanquette de veau is een Franse kalfsragout waarin noch het kalfsvlees, noch de boter bruin mag worden tijdens het kookproces.
Voor het bereiden van een blanquette de veau stooft men stukjes kalfsvlees (zoals schouder of borst) en mirepoix. De bouillon wordt versterkt door het gebruik van bloem, boter, room en/of eigeel.
Champignons, rijst, pasta of aardappelen worden vaak bij dit gerecht geserveerd.